# Microrégion de Parintins

Localisation de la microrégion de Parintins.

La microrégion de Parintins est l'une des six microrégions qui subdivisent le Centre de l'État de l'Amazonas au Brésil.
Elle comprend sept municipalités qui regroupaient 248 520 habitants en 2006 pour une superficie totale de 25 500 km2.

## Municipalités[1]
- Barreirinha
- Boa Vista do Ramos
- Maués
- Nhamundá
- Parintins
- São Sebastião do Uatumã
- Urucará